# Oscaecilia
Oscaecilia és un gènere d'amfibis gimnofions de la família Caeciliidae que conté les següents espècies.

## Taxonomia
- Oscaecilia bassleri (Dunn, 1942)
- Oscaecilia elongata (Dunn, 1942)
- Oscaecilia equatorialis Taylor, 1973
- Oscaecilia hypereumeces Taylor, 1968
- Oscaecilia koepckeorum Wake, 1984
- Oscaecilia ochrocephala (Cope, 1866)
- Oscaecilia osae Lahanas et Savage, 1992
- Oscaecilia polyzona (Fischer in Peters, 1880)
- Oscaecilia zweifeli Taylor, 1968